# دم غروبند (أيسين)
دم غروبند (بالفارسية: دم گروبند) هي قرية تقع في إيران في قسم أيسين الريفي. يقدر عدد سكانها بـ 29 نسمة بحسب إحصاء 2016.